# نهائي دوري أبطال أوروبا 2005
نهائي دوري أبطال أوروبا 2005 هي المباراة النهائية لدوري أبطال أوروبا 2004–05، مسابقة كرة القدم الأساسية للأندية في أوروبا. أقيمت المباراة بين ليفربول الإنجليزي وإيه سي ميلان الإيطالي على ملعب أتاتورك الأولمبي في إسطنبول، تركيا في 25 مايو 2005.
أنتهت المبارة بنتيجة التعادل 3-3 و فاز ليفربول بركلات الجزاء بنتيجة 3-2 .
كان هذا النهائي أحد أفضل النهائيات الأوربية على الأطلاق وذلك بسبب الدراما الكبيرة التي به، حيث انتهى الشوط الأول 3-0 لمصلحة إيه سي ميلان سجلها باولو مالديني وهرنان كريسبو ( هدفين ) ، ولكن في الشوط الثاني أستطاع ليفربول العودة وتحقيق التعادل 3-3 بواسطة ستيفن جيرارد وفلاديمير سميتشر وتشابي ألونسو .
أنتقلت المبارة بعدها إلى الأشواط الإضافية ورغم سيطرة ميلان على مجريات المبارة الا انها انتهت بشوطيها الاصلي والإضافي بنتيجة 3-3 فأنتقلت المبارة إلى ركلات الجزاء والتي اضاع منها الميلان ثلاث ركلات من سيرجينهو وأندريا بيرلو وأندري شيفتشينكو و سجل منها ركلتين من كاكا وتوماسون و سجل ليفربول ثلاث ركلات جزاء من فلاديمير سميتشر وجبريل سيسي وديتمار هامان و أضاع ركلة واحدة فقط من جون أرني ريسه ليحقق نادي ليفربول لقبه الخامس في دوري أبطال أوروبا .

## تفاصيل المبارة
| ميلان                                                                      | 3–3 (ب.و.إ.) | ليفربول                                                      |
| -------------------------------------------------------------------------- | ------------ | ------------------------------------------------------------ |
| مالديني 1' · كريسبو 39'، 44'                                               | Report       | جيرارد 54' · سميتشر 56' · ألونسو 60'                         |
| ركلات الترجيح                                                              |              |                                                              |
| سيرجينهو · أندريا بيرلو · يون دال توماسون · ريكاردو كاكا · أندري شيفتشينكو | 2–3          | ديتمار هامان · جبريل سيسيه · يون آرنه ريسه · فلاديمير شميتسر |